# Simon Orlik
Simon Orlik (Vienna, 6 giugno 1876 – Cricklewood, 10 aprile 1942) è stato un nuotatore austriaco.

## Carriera
Prese parte alle gare di nuoto dei Giochi olimpici intermedi, gareggiando nella staffetta 4x250m stile libero, con la squadra austriaca, composta anche da Otto Scheff, Edmond Bernhardt e Leopold Mayer, arrivando ultimi. Partecipò anche alla gara del 1 miglio stile libero, arrivando decimo, con un tempo di 36'25"0.